# Amilton Manoel da Silva
Amilton Manoel da Silva CP (* 2. März 1963 in Osvaldo Cruz, Bundesstaat São Paulo) ist ein brasilianischer Ordensgeistlicher und römisch-katholischer Bischof von Guarapuava.

## Leben
Amilton Manoel da Silva trat der Ordensgemeinschaft der Passionisten bei. Von 1992 bis 1995 studierte er Philosophie an der Universidade Federal do Paraná in Curitiba und von 1997 bis 2000 Katholische Theologie am Instituto Teológico São Paulo (ITESP). Am 18. Januar 1997 legte Amilton Manoel da Silva die Profess ab und am 17. Dezember 2000 empfing er durch den Erzbischof von Mariana, Luciano Pedro Mendes de Almeida SJ, das Sakrament der Priesterweihe.
Nach der Priesterweihe war Amilton Manoel da Silva in der Ausbildung der Postulanten der Passionisten tätig. Von 2006 bis 2012 war er Novizenmeister und ab 2009 war er zudem Provinzialrat. Amilton Manoel da Silva war von 2013 bis 2016 Provinzialsuperior der Ordensprovinz Calvário der Passionisten mit Sitz in São Paulo. Zudem war er als Pfarrer der Pfarrei São Paulo da Cruz im Erzbistum São Paulo tätig.
Am 7. Juni 2017 ernannte ihn Papst Franziskus zum Titularbischof von Tusuros und zum Weihbischof in Curitiba. Der Erzbischof von Curitiba, José Antônio Peruzzo, spendete ihm am 19. August desselben Jahres die Bischofsweihe; Mitkonsekratoren waren der Weihbischof in São Paulo, Eduardo Vieira dos Santos, und der Bischof von Pemba, Luiz Fernando Lisboa CP. Am 8. Juli 2019 ernannte ihn der Papst für fünf Jahre zum Mitglied der Kongregation für die Institute geweihten Lebens und für die Gesellschaften apostolischen Lebens.
Am 6. Mai 2020 ernannte ihn Papst Franziskus zum Bischof von Guarapuava. Die Amtseinführung erfolgte am 18. Juli desselben Jahres.